# Lehranstalt für Gartenbau, Obstkultur und Pomologie Reutlingen
Die Lehranstalt für Gartenbau, Obstkultur und Pomologie, die meist einfach als das Pomologische Institut Reutlingen bezeichnet wurde, war die erste privatwirtschaftliche Ausbildungsstätte für Baumwarte und Gärtner in Deutschland. Sie wurde durch den Pomologen Eduard Lucas und den Stuttgarter Verleger Georg Ebner im Jahr 1860 gegründet. Auf dem ehemaligen Gelände der Lehranstalt in Reutlingen befindet sich heute die Parkanlage Pomologie.

## Ziele des Instituts

Eduard Lucas, Gründer des Pomologischen Instituts

Die Lehranstalt für Gartenbau, Obstkultur und Pomologie in Reutlingen wurde im Jahr 1860 von Eduard Lucas gegründet. Lucas hatte zuvor 18 Jahre als Gartenbauinspektor an der Lehranstalt Hohenheim gearbeitet. Mit der Gründung des Instituts wollte er den Obstbau auf nationaler Ebene fördern. Dieses Ziel sollte zum einen durch die Ausbildung von Gärtnern im Obst- und Gemüsebau sowie in der Landschaftsgärtnerei, als Vorbereitung für die selbstständige Tätigkeit als herrschaftliche Gärtner oder als Handelsgärtner, erreicht werden. Zum anderen sollten über die angegliederte Baumschule Obstsorten erprobt und dann als Obstbäume und Reiser verbreitet werden. Zur damaligen Zeit wurden Obstsorten oft unter verschiedenen Namen, die auf regionale Synonyme oder Verwechselungen zurückzuführen waren, verbreitet. Ein wichtiges Anliegen Lucas’ war deshalb die Prüfung der Identität von Obstsorten mit anschließender Verbreitung unter dem pomologisch korrekten Namen. So wurden die Autoren des Illustrirten Handbuchs der Obstkunde aufgefordert, Reiser der von ihnen beschriebenen Obstsorten an das Reutlinger Institut zu schicken, damit diese in das Sortiment aufgenommen werden konnten.

## Gründung
1857 veröffentlichten Eduard Lucas und Johann Georg Conrad Oberdieck das Buch Beiträge zur Hebung der Obstcultur, in dem auch ein ausführlicher Plan für ein Pomologisches Institut enthalten war. Die beiden Autoren verschickten an alle damaligen deutschen Regierungen ein Exemplar des Buches, um für die Einrichtung solcher Institute zu werben. Da dies aber ohne Erfolg blieb, entschloss sich Eduard Lucas schließlich, eine private Lehranstalt zu gründen. Im Jahr 1858 arbeitete er als pomologischer Wanderlehrer für die Königliche Centralstelle. Auf Vermittlung von Conrad Weckler, einem seiner ehemaligen Schüler an der Gartenbauschule in Hohenheim, hielt er auch in Reutlingen einen Vortrag über Obstbau. Lucas stellte dabei fest, dass sich die Gegend besonders für den Obstanbau eignete und fasste den Plan, in Reutlingen eine eigene Lehranstalt für Gärtner zu gründen.

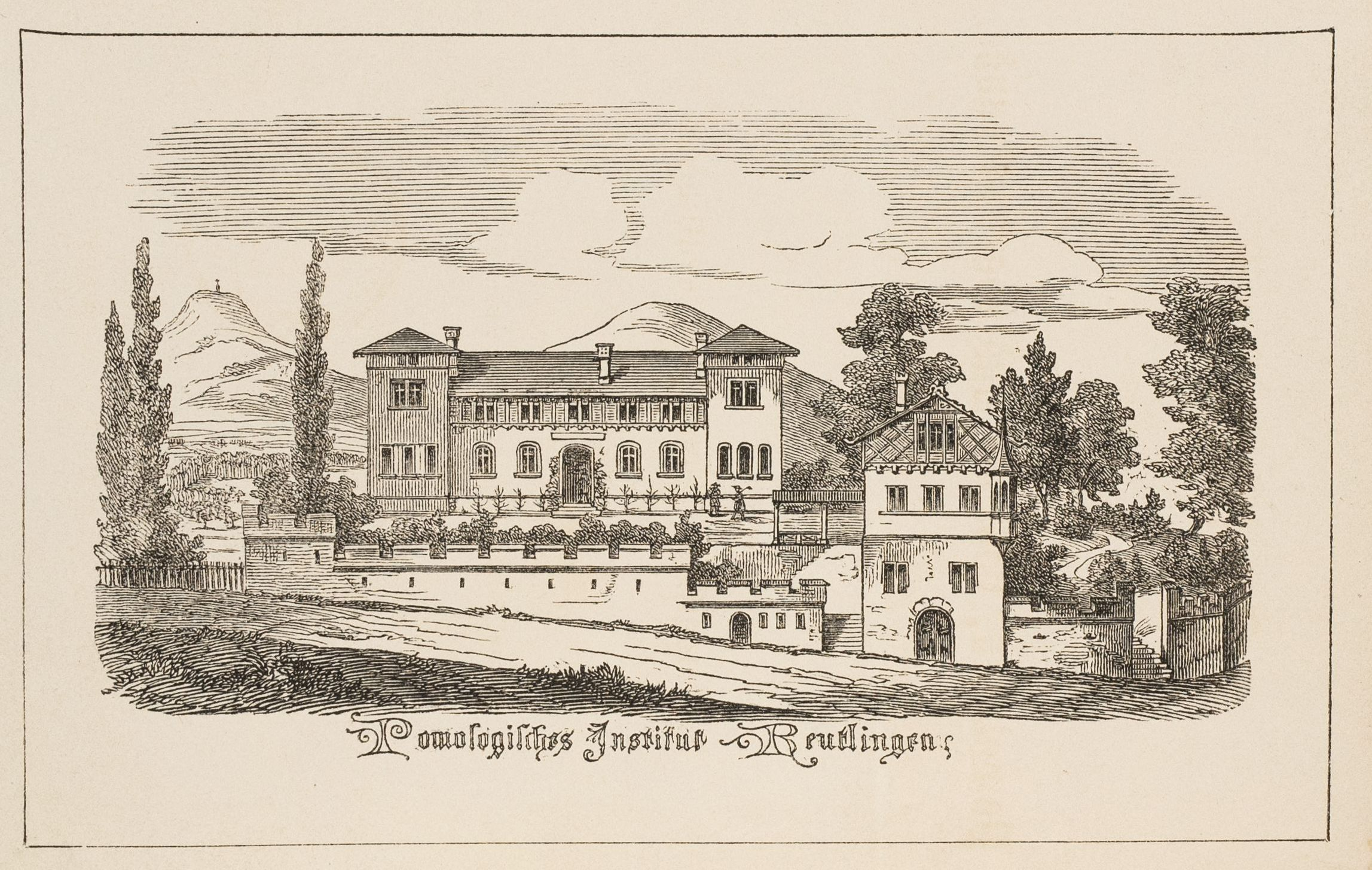
Hauptgebäude des Pomologischen Instituts und Wohnhaus der Familie Lucas, um 1860

In dem Stuttgarter Buchhändler und Verleger Georg Ebner, in dessen Verlag Ebner & Seubert auch die Pomologischen Monatshefte sowie das Illustrirte Handbuch der Obstkunde erschienen, fand er einen Geschäftspartner, der bereit war, die notwendigen finanziellen Mittel für das Vorhaben bereitzustellen. 
Im März 1859 erwarben Lucas und Ebner das Gut Hagöschle und eine angrenzende Keller-Brauerei am Rand der damaligen Reutlinger Altstadt und beauftragten den Architekten Johann Georg Rupp mit der Planung eines Institutsgebäudes, mit dessen Bau im Sommer 1859 begonnen wurde. Das ehemalige Gebäude der Brauerei wurde durch Rupp zum Wohnhaus des Direktors umgebaut.
Zum 1. Februar 1860 schied Lucas aus dem Staatsdienst in Hohenheim aus und eröffnete am 7. März 1860 die neue Lehranstalt. Lucas und Ebner waren Besitzer des Instituts, in dem Lucas als Vorstand fungierte. Der am Institut beschäftigte Oberlehrer Johannes Fritzgärtner war als Sekretär und Kassierer Mitglied der Direktion. Neben Lucas und Fritzgärtner unterrichteten zunächst vier weitere Lehrer an dem Institut.
Eduard Lucas wurde auf der Gründungsversammlung des Deutschen Pomologen-Vereins am 4. Oktober 1860 in Berlin zu dessen ersten Geschäftsführer bestimmt, wodurch das Pomologische Institut zum Geschäftssitz des Vereins wurde.

## Ausstattung und Umfang des Instituts

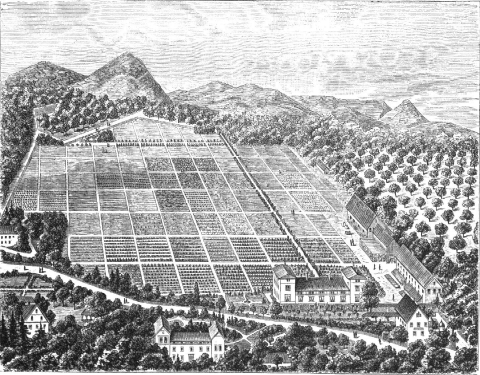
Pomologisches Institut mit Baumschule, Obstmustergarten, Arboretum und Beerenobstgarten

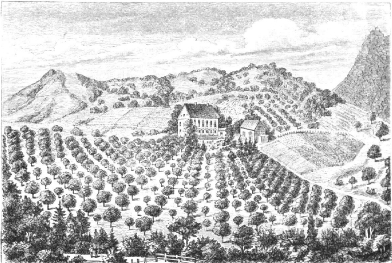
Zweigstelle des Pomologischen Institut in Lenningen

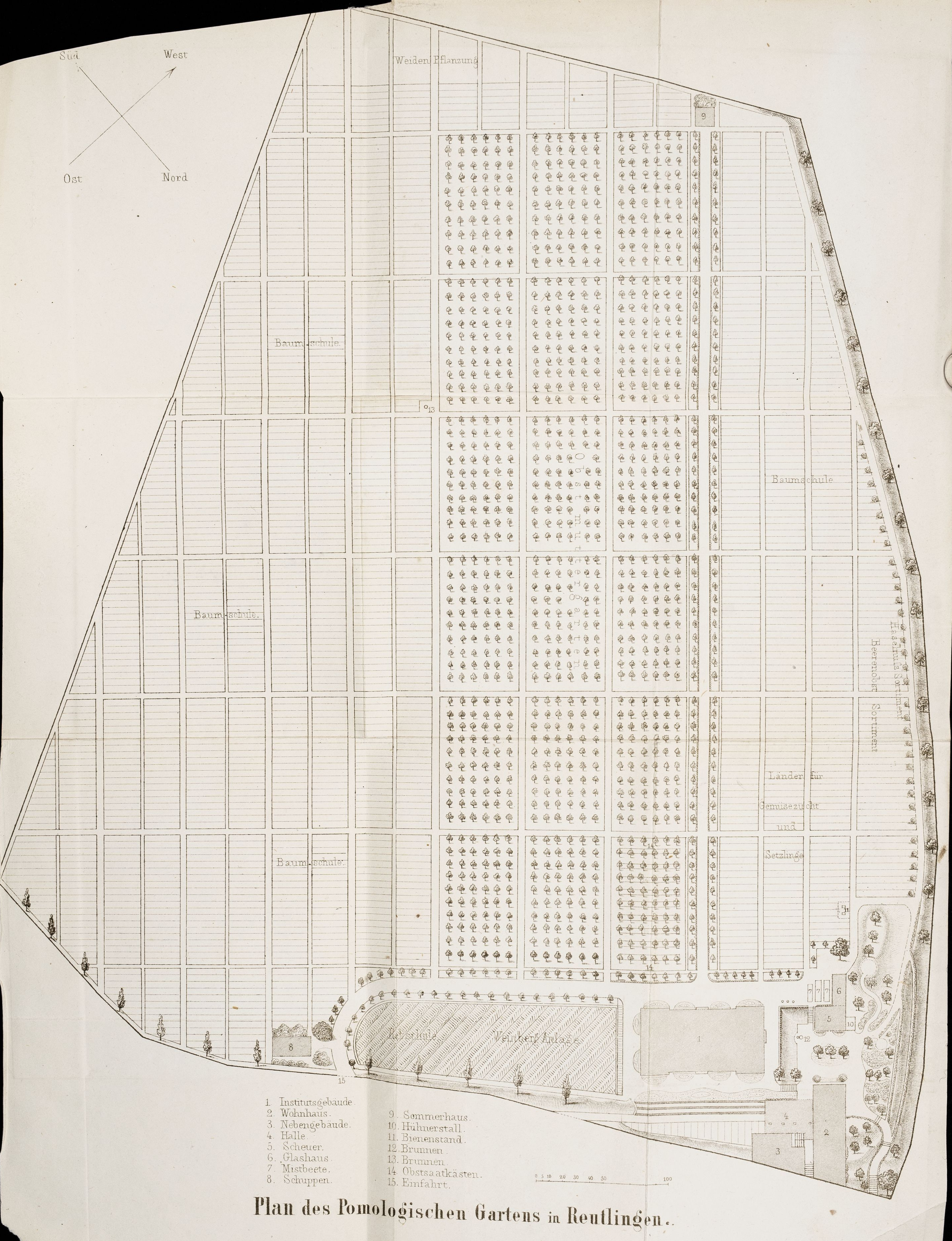
Plan des Pomologischen Gartens in Reutlingen, 1860

Das Institut unterhielt eine eigene Baumschule, Gemüsekulturen mit Treiberei, eine Gemüsesamenzucht und ausgedehnte Obstpflanzungen. Ein Obstmuttergarten  mit über 2000 Obstsorten diente der Gewinnung von Reisern zur Vermehrung der Sorten. Außerdem verfügte das Institut über eine Rebschule und einen Beerenmustergarten. Für Unterrichtszwecke unterhielt das Institut eine eigene Bibliothek sowie eine umfangreiche Sammlung von Modellfrüchten, Werkzeugen und Abbildungen, die als Anschauungsmaterial für die Studien der Schüler dienen sollten. Im Hauptgebäude befanden sich ein Hörsaal, ein Versammlungsraum, eine Bibliothek, vier Schlafsäle für die Unterbringung der Schüler sowie die Wohnung und das Büro des Oberlehrers. Es gab außerdem Labore für den Unterricht in den Fächern Physik und Chemie sowie Einrichtungen, in denen die Verwertung des Obstes demonstriert wurde. Im Jahr 1862 wurde ein weiteres Gebäude mit Küche, Speisesaal und zusätzlichen Unterbringungsmöglichkeiten für Schüler fertiggestellt.
Bei Gründung des Instituts umfasste die Anbaufläche zunächst 12 Morgen. Das zu der Lehranstalt gehörende Gelände wurde im Laufe der Jahre immer wieder durch Zukäufe vergrößert. Im Jahr 1875 erwarb Lucas ein Gut im Lenninger Tal, auf dem er eine Zweigniederlassung des Instituts gründete. Hier wurden Viehzucht, Obstbau, Hopfenzucht und eine Baumschule betrieben. Als Handelsunternehmen vertrieb das Institut Obstbäume, Sämereien und Gartenwerkzeuge, die in die ganze Welt geliefert wurden.

## Ausbildungsinhalte
Das Institut gliederte sich in eine Gärtnerlehranstalt sowie eine Obstbauschule.
Die Gärtnerlehranstalt bot einen dreijährigen Ausbildungsgang für Gärtner an, der bei bereits bestehenden Erfahrungen im Bereich Gartenbau um ein bis zwei Jahre gekürzt werden konnte. Die wöchentliche Unterrichtszeit betrug je nach Jahreszeit 12 bis 18 Stunden. Die Ausbildung konzentrierte sich auf die Nutzgärtnerei. Theoretisch und praktisch unterrichtete Lehrfächer waren neben den eigentlichen gartenbaulichen Themen wie Obst-, Wein- und Gemüsebau, Pomologie, Baumschnitt, Pflanzenschutz, Gerätekunde, Bienenzucht sowie Boden- und Düngerkunde, auch Mathematik, praktische Geometrie, Botanik, Physik, Chemie, Planzeichnen und Buchhaltung.
Die Obstbauschule bot dreimonatige Kurse zum Obstbaumwärter sowie sechsmonatige Kurse zum Obstgärtner an.
Die Obstbaumwärter wurden in allgemeinen Obstbau, Baumpflege, Veredelung, Pomologie und Obstverwertung. Der Kurs zum Obstbaumgärtner umfasste außerdem Naturkunde, Obstbaumschnitt und Weinbau. Schullehrer konnten einen zweiwöchigen Obstbaukurs in den Schulferien belegen.
Die Schüler waren zur Mitarbeit in den Garten- und Obstanlagen des Institutes verpflichtet. Die tägliche Arbeitszeit betrug 9 Stunden, wobei die Schüler der Gärtnerlehranstalt keinen Arbeitslohn, sondern lediglich freie Verpflegung erhielten. Die Schüler des Obstbauschule erhielten ein geringes Entgelt für geleistete Arbeiten. Für die Unterbringung und den Schulbesuch musste Lehrgeld bezahlt werden.

## Das Institut nach dem Tod von Eduard Lucas
Nach dem Tod von Eduard Lucas im Juli 1882 übernahm sein Sohn Friedrich Lucas, der zu diesem Zeitpunkt bereits 18 Jahre in der Lehranstalt mitgearbeitet hatte, dessen Leitung. Er baute das Institut zunächst stetig weiter aus. Der Erste Weltkrieg allerdings führte zu beträchtlichen Umsatzeinbußen: die Handelsbeziehungen zum Ausland wurden abgeschnitten, das Baumschulgeschäft brach ein, genauso wie die Schülerzahlen, da die jungen Leute wie auch die Lehrer des Instituts zum Kriegsdienst einberufen wurden. Von den Folgen des Kriegs konnte sich das Institut nicht mehr erholen.

## Das Institut nach dem Tod von Friedrich Lucas
Nach dem Tod von Friedrich Lucas lösten dessen Sohn Eduard Lucas Jr. und dessen Schwager Karl Stiegler, der unter Friedrich Lucas im Institut mitgearbeitet hatte, die Zusammenarbeit auf und das Institut wurde im Jahr 1922 zwangsversteigert. Zunächst wurden Verhandlungen mit der Stadt Reutlingen geführt, die aber schließlich von einem Ankauf abrückte. Die Gebäude und das gesamte Gelände wurden von dem Pfullinger Fabrikanten Burkhardt erworben, der es einige Jahrzehnte nutzte. Im Jahr 1961 wurde das inzwischen leerstehende Gebäude und ein Teil der ehemaligen Ländereien mit einer Größe von drei Hektar an die Stadt Reutlingen verkauft. Diese plante zunächst auf dem Gelände ein neues Rathaus zu errichten, später wurde der Bau eines Theater- und Konzerthauses entlang der Friedrich-Ebert-Straße diskutiert.
Schließlich wurde aber entschieden, auf dem Gelände die Landesgartenschau 1984 zu veranstalten. Nach der Gartenschau wurde das Gelände in ein Naherholungsgebiet umgewandelt, das heute Pomologie genannt wird. Auf dem ehemaligen Institutsgelände stehen noch heute zahlreiche Obstbäume, die durch den Reutlinger Obst- und Gartenbauverein gepflegt werden.
Von den Gebäuden der ehemaligen Lehranstalt sind heute noch das Direktorenhaus und das Hauptgebäude der Lehranstalt an der Friedrich-Ebert-Straße erhalten. Die Arbeitsgruppe Eduard Lucas im Kreisobstbauverband Reutlingen e.V. setzt sich für den Erhalt der Gebäude im Andenken an Eduard Lucas und sein Pomologisches Institut ein. Der Gewölbekeller des Hauptgebäudes, der von Lucas als Lager und Ausstellungsfläche für Obst genutzt wurde, wurde saniert und wird als Veranstaltungs- und Ausstellungsort genutzt.

## Ehemalige Schüler des Instituts
Am Pomologischen Institut in Reutlingen wurden zahlreiche Schüler im Garten- und Obstbau unterrichtet. Einige von ihnen übernahmen später leitende Aufgaben in wissenschaftlichen Einrichtungen oder privatwirtschaftlichen Gärtnereibetrieben:
- Rudolf Goethe[25]
- Friedrich Wilhelm Kesselring[26]
- Knud Knudsen
- Georg Kuphaldt
- Jakob Schlotterbeck[27]

## Publikationen
- Pomologisches Institut in Reutlingen (Hrsg.): Taschenbuch für Pomologen, Gärtner & Gartenfreunde. 11 Bde. Ulmer, Ravensburg 1860–1870 (Digitalisat).